# Constant van de Wall
Constant Johan Arnold  van de Wall (Surabaya, 7 januari 1871 – Nice, 4 januari 1945) was een Nederlands componist en dirigent.
Hij was zoon van de Indo-Europese Ida Maria Damwijk en Nederlander Benjamin Johannes van de Wall. Broer Hans van de Wall was journalist, schrijver en musicus, bekend onder pseudoniem Victor Ido. Hijzelf trouwde in 1904 met zangeres Maria van Noppen (1881-1966), die wel in werken van haar echtgenoot zong. Zij werd echter opgeleid aan de Haagse Tekenacademie en bracht in 1904 een aantal tekeningen uit omtrent opera Attima.
Hij zou na een opleiding aan de HBS van oorsprong militair (willen) worden, maar wendde zich wonende in Den Haag tot de muziek. Hij kreeg een opleiding van Antonie Jacobus Ackerman. Van de Wall zette zijn studie op de gebieden piano, muziektheorie en compositieleer in Berlijn voort bij Friedrich Gernsheim. Hij ging vervolgens aan de slag bij de zangvereniging Sweelinck in Den Haag en leidde zangverenigingen in die stad en omgeving. Hij was in die tijd veelvuldig te zien tijdens de Haagse Kunstkringconcerten.
Hij schreef een aantal werken, waarvan velen teruggrepen op zijn Indische achtergrond. Zo is de titel van zijn eerste officiële werk Javaansche Rhapsodie opus 1. Zijn muziek draagt een exotisch karakter met kwarten en kwintet, muziekinstrumenten die gamelanklanken vertolken, etc. Hij zette ook muziek onder teksten in het Maleis, zoals bij zijn Nieuwe Maleische liederen (opp 6 en 37). Zijn Rapsodie javanaise nr.2 draagt opus 51. Een aantal van de liederen werd destijds gezongen door Tilly Koenen in binnen- en buitenland.
Apart te noemen is zijn werk de opera Attima (épisode de la vie javanaise), die in 1917 in Den Haag in première ging met als diva Emma Luart. Na slechts een aantal uitvoeringen en het arrangement tot suite Dansen van Attima verdween het werk grotendeels van de podia. In 1949 speelde pianiste Elsa Wolters nog een aantal fragmenten uit Attima, tijdens een concert met sopraan Catharina van de Velde, die een aantal liederen van hem vertolkte. Dat concert werd georganiseerd door weduwe Van de Wall-van Noppen. In 2008 beleefde het weer een uitvoering, echter wel in een hedendaags jasje. Er werd apart een stichting voor opgericht: Stichting Attima. Henk-Mak van Dijk publiceerde in 2019 een korte biografie (34 pagina’s) over hem: Constant van de Wall, a European-Javanese Composer (ISBN 9789082063592).
Van de Wall was ook muziekcriticus voor diverse bladen en publicaties waaronder artikelen voor de Encyclopedie van Nederlands-Indië, uitgegeven door Martinus Nijhoff.
Vanaf circa 1926 woonde hij vanwege gezondheidsperikelen in Nice, alwaar hij deelnam aan het muziekleven. Hij was als examinator en jurylid betrokken bij het Conservatoire Municipal de Nice. Zoon Jacobus Hendrik van de Wall werd dan weer wel militair. Constants overlijden, hij werd 74 jaar oud, werd pas na de Tweede Wereldoorlog gemeld.
- Bibliothèque nationale de France: cb164377498 (data)
- Biografisch Portaal: 78085771
- Gemeinsame Normdatei: 1110068131
- International Standard Name Identifier: 0000 0003 9790 3937
- Library of Congress Control Number: no2024121103
- Nederlandse Thesaurus van Auteursnamen: 155811975
- Virtual International Authority File: 66892438